# Campus chorégraphique La Manufacture
La Manufacture des Arts est une institution culturelle non gouvernementale (sous forme associative) reconnue par le Ministère de la Culture  et les collectivités territoriales.

## Histoire

### 1898-1938: Manufacture de Parapluies à Aurillac
C'est après l'arrivée du chemin de fer en 1866 à Aurillac, que Durand Lafon, industriel local du parapluie, se sépare de son associé, Alexandre Perier, et lance sa propre production en 1884

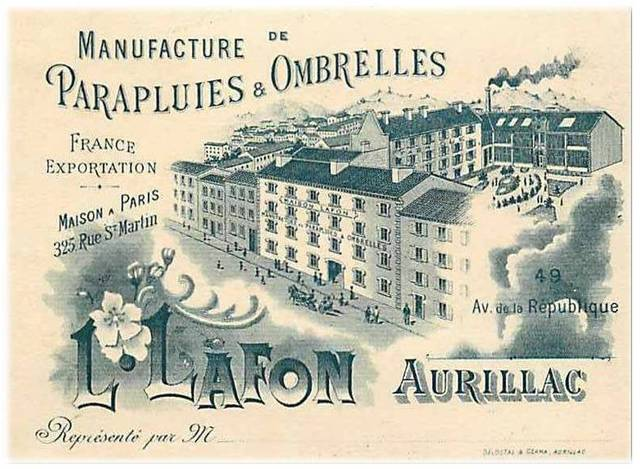
Carte de Visite - Manufacture de Parapluies et Ombrelles Lafon dans les années 1920

En 1898, Durand Lafon agrandit son complexe en adjoignant deux nouveaux bâtiments à celui du 49, avenue de la République.

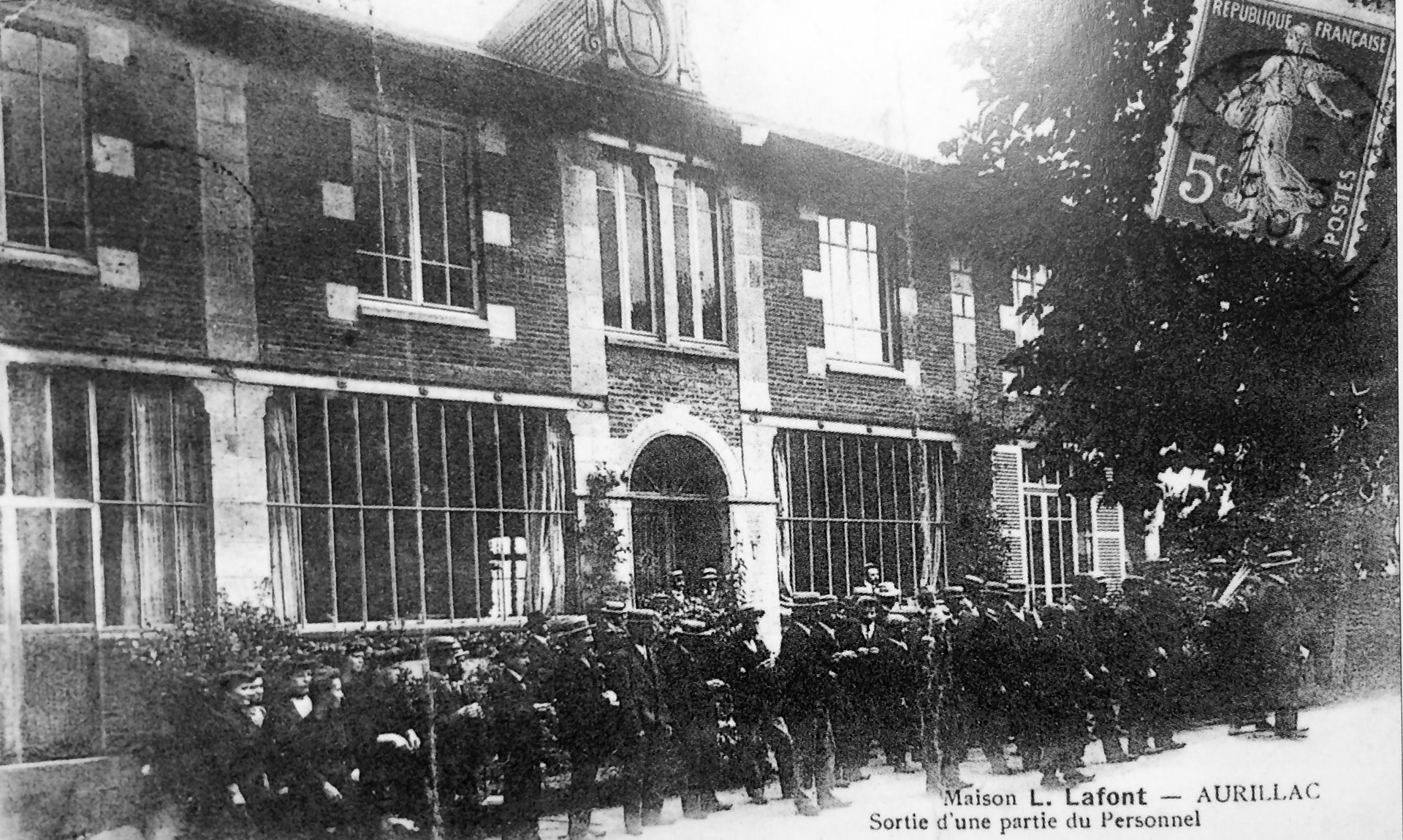
Sortie d'une partie du personnel - Manufacture Aurillac. Carte postale du début du XXe siècle

Eclairé par une large verrière, le bâtiment principal de 1 300 m2 du campus actuel est typique de l'architecture industrielle de la fin du XIXe siècle.
La ville, alors en pleine Seconde révolution industrielle, vivra ses premières grandes grèves, en 1905 et en 1914.
À l'époque, la Maison Lafon "est une des plus importantes d'Aurillac". 
Jusqu'en 1938, l'exploitation passera entre plusieurs mains, pour définitivement quitter le quartier.

### 1938-1992: un magasin
La Famille Lacalmontie s'y installe après la Libération y faisant de la vente en gros et au détail d'articles de bonneterie jusqu'en 1989.

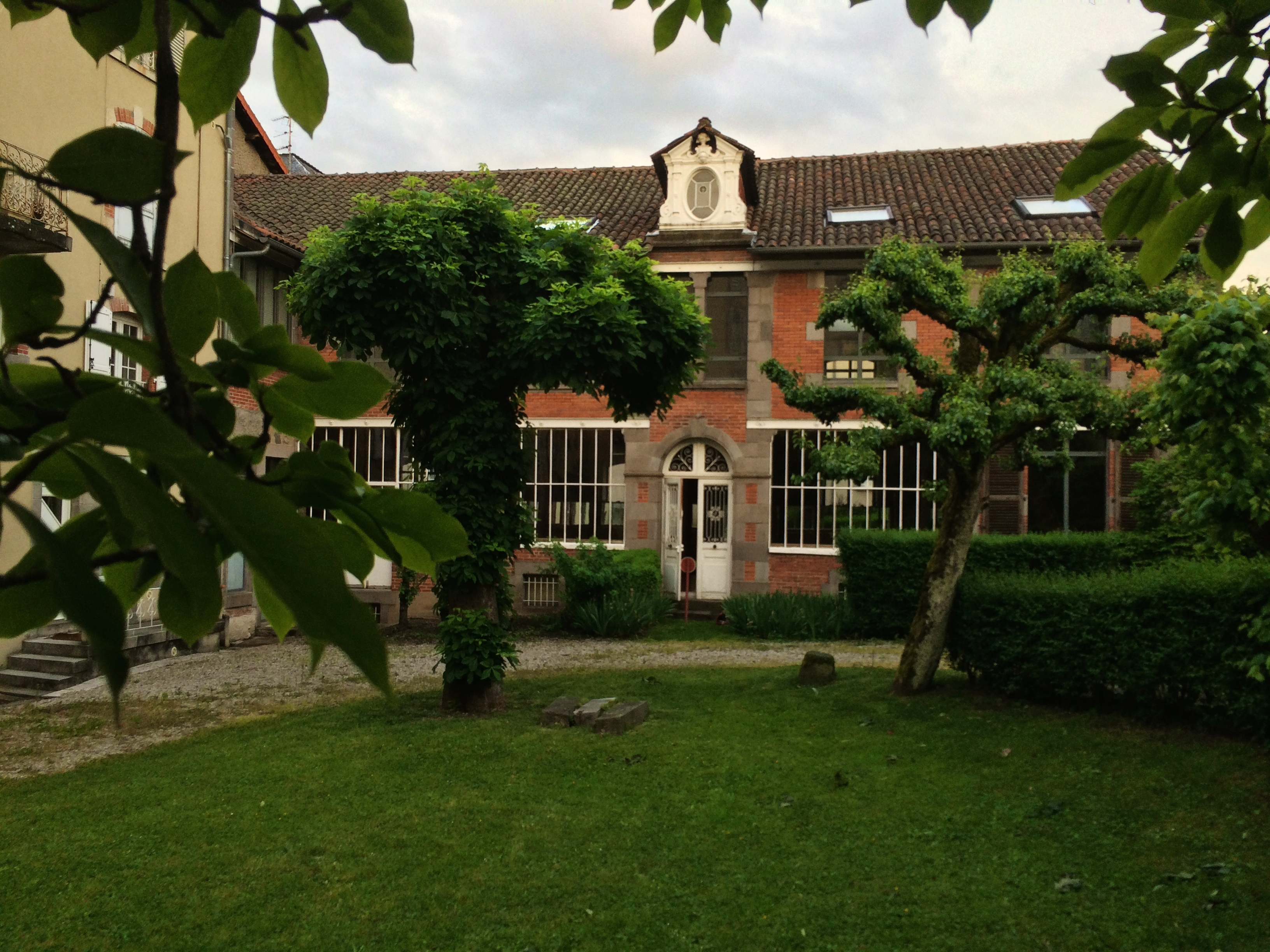
Verrière de La Manufacture

### Depuis 1992: La Manufacture de danse
Repéré en 1992 par Vendetta Mathea, chorégraphe américaine installée à Aurillac depuis 1985, le lieu laissé en friche est réhabilité une première fois pour la danse, à l'aide d'un cercle de mécènes, pour héberger des activités de création, d'enseignement et de formation professionnelle débutées en 1987 avec la création de l'Institut des Arts et de la Danse
Reconnue par le Ministère de la Culture, et les collectivités territoriales, la manufacture ouvre à Aurillac en 1992 sous la direction de Vendetta Mathea dans cette ancienne fabrique de parapluies. Elle transforme le complexe industriel du XXe siècle en campus chorégraphique.
Le bâtiment a été entièrement restructuré en 2008 en mettant en œuvre des technologies innovatrices, écologiques et architecturales faisant appel au bois et à la lumière naturelle. Sa reconstruction intérieure, conçue par l’architecture Simon Teyssou, Grand Prix de l’urbanisme 2023, a reçu plusieurs prix d’architecture dont le prix Auvergne Architecture Bois 2010 et le Prix Valeurs d'Exemples 2011. 

## La Manufacture aujourd'hui

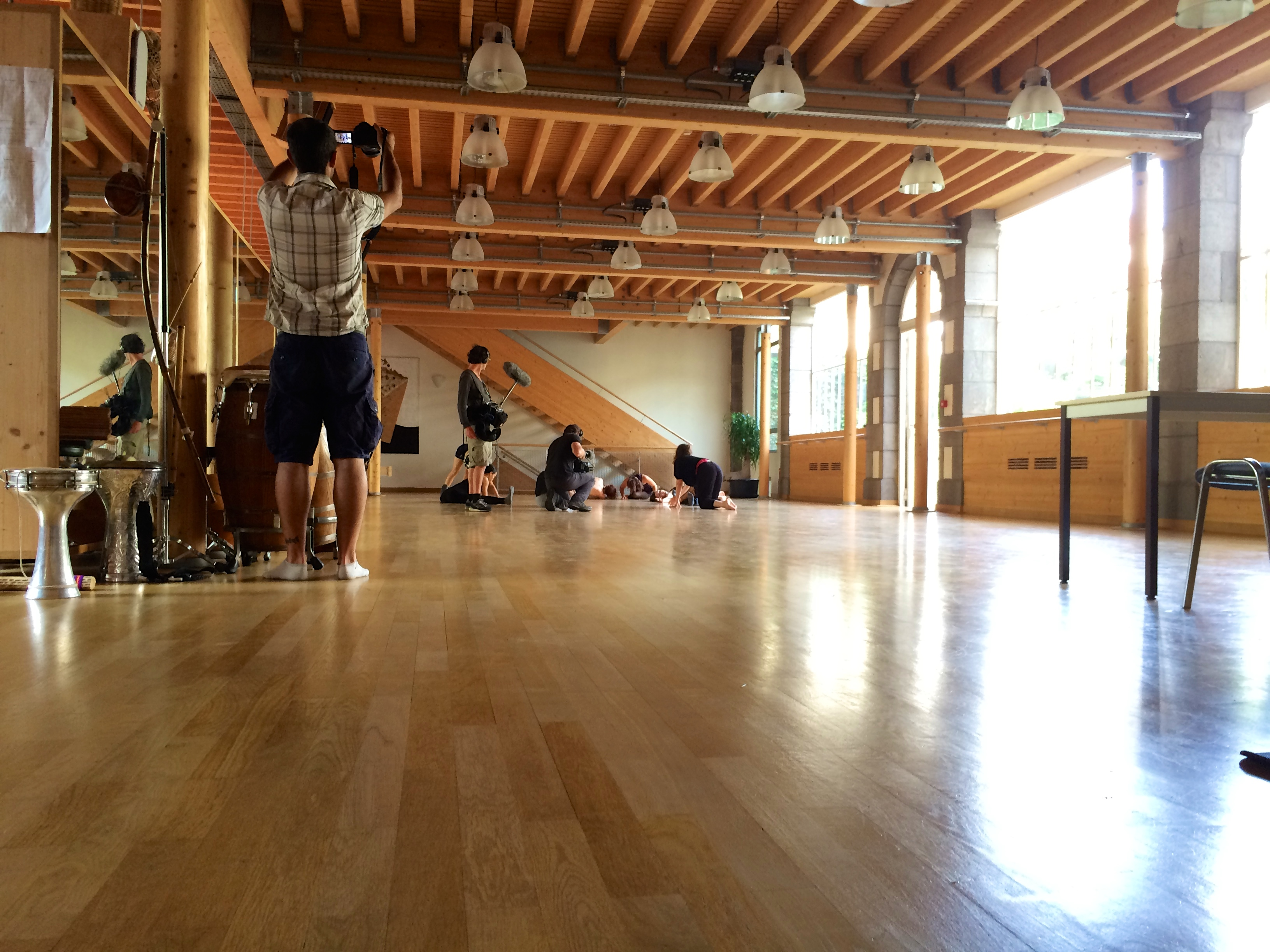
Tournage en juin 2014 de l'émission "Echappées Belles" diffusée sur France 5.

L'incubateur chorégraphique accueille des artistes émergents et confirmés pour des résidences d'accompagnement et de production.
Depuis 2024, La Manufacture propose un nouveau cycle de formation professionnelle initiale et professionnel sous le nom de V.I.A. - Vision & Identité Artistique et la direction artistique de Link Le Neil. Au programme : cursus Danse-Etudes (6ème à terminale), Cursus Scène (+ 16 ans) et Masters Workshops hebdomadaires.
Les artistes en résidence et les étudiants en formation se produisent dans le cadre de Saison chorégraphique qui se déroule notamment à La Manufacture, au Théâtre d'Aurillac, au Parapluie Centre National des Arts de la Rue et de l’Espace Public. 
La Manufacture propose également des ateliers de pratique amateur ouverts à tous.